# Fengqiao (köpinghuvudort i Kina, Zhejiang Sheng, lat 30,66, long 120,85)
Fengqiao är en köpinghuvudort i Kina. Den ligger i provinsen Zhejiang, i den östra delen av landet, omkring 80 kilometer nordost om provinshuvudstaden Hangzhou. Antalet invånare är 48 057. Befolkningen består av 23 647 kvinnor och 24 410 män. Barn under 15 år utgör 11,0 %, vuxna 15-64 år 76 %, och äldre över 65 år 12,0 %.
Runt Fengqiao är det tätbefolkat, med 550 invånare per kvadratkilometer. Närmaste större samhälle är Jiaxing, 14,2 km nordväst om Fengqiao. Trakten runt Fengqiao består till största delen av jordbruksmark.
Genomsnittlig årsnederbörd är 1 712 millimeter. Den regnigaste månaden är juni, med i genomsnitt 277 mm nederbörd, och den torraste är november, med 65 mm nederbörd.